# Karl Lackner (Politiker, 1921)
Karl Lackner (* 9. März 1921 in Ramsau am Dachstein; † 25. September 2001) war ein österreichischer Landwirt und Politiker (ÖVP).
Vom 15. April 1957 bis zum 21. Oktober 1981 gehörte er dem steirischen Landtag in sechs aufeinanderfolgenden Gesetzgebungsperioden als Landtagsabgeordneter an.

## Leben und Wirken
Karl Lackner wurde am 9. März 1921 als Sohn des ehemaligen Schladminger Lodenerzeugers Karl Lackner in der Ramsau geboren. Der Vater diente während des Ersten Weltkrieges in der Armee, geriet in italienische Kriegsgefangenschaft und kehrte von dieser mit einem schweren Kriegsleiden nach Hause. Daraufhin konnte der Vater seinem eigentlichen Beruf nicht mehr nachgehen und übernahm eine Bergbauernwirtschaft in Donnersbach. Der Sohn besuchte hier die zweiklassige Volksschule und anschließend die Bürgerschule. Nach der allgemeinen Schulausbildung arbeitete er am elterlichen Hof mit und rückte während des Zweiten Weltkrieges selbst als Gebirgsjäger zum Militär ein. Mit Kriegsende kehrte er 1945 wieder nach Donnersbach zurück, heiratete seine Frau Cornelia und übernahm im Folgejahr den Hof der Eltern. Aus der Ehe mit Cornelia gingen sechs Kinder hervor. Einer seiner Söhne, Karl (* 1954), war später ebenfalls Bürgermeister von Donnersbach (1994 bis 2014) und steirischer Landtagsabgeordneter (2005 bis 2019).
Spätestens ab Ende der 1940er Jahre trat Lackner gesellschaftlich und politisch in Erscheinung und war etwa 1949 ein Mitbegründer des Bundes Steirischer Landjugend. Im Jahr 1951 wurde er Bürgermeister der Gemeinde Donnersbach und übte dieses Amt bis 1974 aus. Darüber hinaus war er von 1960 bis 1980 Bauernführer des Bezirkes Liezen und von 1965 bis 1980 Obmann der Bezirkskammer für Land- und Forstwirtschaft in Liezen. Er setzte sich beispielsweise für die touristische Erschließung des Bezirkes Liezen, vor allem der Wintersportregion Planneralm, ein.
Am 15. April 1957 zog Lackner in den steirischen Landtag ein, dem er daraufhin in sechs aufeinanderfolgenden Gesetzgebungsperioden (IV., V., VI., VII., VIII. und IX.) als Landtagsabgeordneter angehörte. Erst mit Ende der letztgenannten Gesetzgebungsperiode schied er nach über 24 Jahren mit 21. Oktober 1981 aus dem Landtag und war bis dahin Mitglied oder Ersatzmitglied der verschiedensten Ausschüsse. Über 20 Jahre lang war er zudem von 1961 bis 1981 Obmann des Kulturausschusses. Für seine Verdienste wurde ihm im Jahre 1983 vom damaligen Bundespräsidenten Rudolf Kirchschläger der Berufstitel „Ökonomierat“ verliehen.
Am 25. September 2001 starb Lackner im Alter von 80 Jahren.